# Кан (Жиронда)
Кан (фр. Cambes) насеље је и општина у југозападној Француској у региону Аквитанија, у департману Жиронда која припада префектури Бордо.
По подацима из 2011. године у општини је живело 1345 становника, а густина насељености је износила 251,87 становника/km². Општина се простире на површини од 5,34 km². Налази се на средњој надморској висини од 23 метара (максималној 86 m, а минималној 2 m).

## Демографија
| 1962. | 1968. | 1975. | 1982. | 1990. | 1999. | 2011. |
| ----- | ----- | ----- | ----- | ----- | ----- | ----- |
| 745   | 838   | 844   | 924   | 1.035 | 1.145 | 1.345 |

График промене броја становника у току последњих година